# Hydrofon

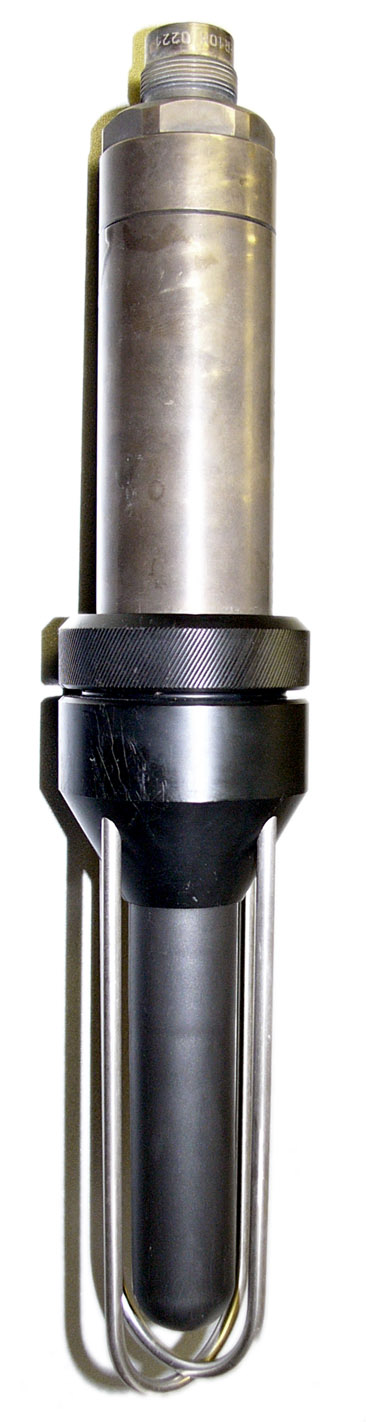
Hydrofon

Hydrofon är en apparat för avlyssning av ljud under vatten. 